# Афтан (Вајоминг)
Афтан (енгл. Afton) град је у америчкој савезној држави Вајоминг.

## Демографија
По попису из 2010. године број становника је 1.911, што је 93 (5,1%) становника више него 2000. године.
| Група             | 2000.         | 2010.         |
| Белци             | 1.747 (96,1%) | 1.783 (93,3%) |
| Афроамериканци    | 1 (0,1%)      | 4 (0,2%)      |
| Азијати           | 1 (0,1%)      | 3 (0,2%)      |
| Хиспаноамериканци | 51 (2,8%)     | 81 (4,2%)     |
| Укупно            | 1.818         | 1.911         |